# ميزون بي
في فيزياء الجسيمات ميزونات بي (B mesons) هي جسيمات تتكون من ترابط ضديد كوارك قعري مع واحد من الكواركات: العلوي ({\displaystyle B^{+}})، السفلي ({\displaystyle B^{0}})، الغريب ({\displaystyle B_{s}^{0}})، أو الساحر ({\displaystyle B_{c}^{+}})، أما الكواركات الأخرى فإن ارتباط ضديد الكوارك القعري مع كوارك قمي غير ممكن بسبب أن الكوارك القمي غير مستقر وزمن بقائه قصير جداً، بينما ترابط ضديد كوارك قعري مع كوارك قعري لا يشكل جسيم ميزون-بي، إنما جسيم مختلف كليا يسمى بوتمنيوم.
كل واحد من ميزونات-بي يمتلك ضديد مادة خاص به متكون من كوارك قعري مرتبط مع أحد ضديدات الكواركات العلوي ({\displaystyle B^{-}})، السفلي ({\displaystyle {\overline {B}}^{0}})، الغريب ({\displaystyle {\overline {B}}_{s}^{0}})، اوالساحر ({\displaystyle B_{c}^{-}})، على التوالي.

## قائمة ميزونات بي
| الجسيم        | الرمز                     | ضديد الجسيم                             | مكوناته من الكواركات             | الشحنة | الإيزوسبين [الإنجليزية](I) | البرم و التكافؤ (JP) | الكتلة السكونية (MeV/c2) | غرابة | سحر | قعرية | متوسط العمر (الثانية) | تفاصيل الانحلالات |
| ------------- | ------------------------- | --------------------------------------- | -------------------------------- | ------ | -------------------------- | -------------------- | ------------------------ | ----- | --- | ----- | --------------------- | ----------------- |
| ميزون-بي علوي | {\displaystyle B^{+}}     | {\displaystyle B^{-}}                   | {\displaystyle u{\overline {b}}} | 1+     | 12                         | −0                   | 5279.29±0.15             | 0     | 0   | 1+    | (1.638±0.004)×10−12   | ملف PDF           |
| ميزون-بي سفلي | {\displaystyle B^{0}}     | {\displaystyle {\overline {B}}^{0}}     | {\displaystyle d{\overline {b}}} | 0      | 12                         | −0                   | 5279.61±0.16             | 0     | 0   | 1+    | (1.520±0.004)×10−12   | ملف PDF           |
| ميزون-بي غريب | {\displaystyle B_{s}^{0}} | {\displaystyle {\overline {B}}_{s}^{0}} | {\displaystyle s{\overline {b}}} | 0      | 0                          | −0                   | 5366.79±0.23             | 1−    | 0   | 1+    | (1.510±0.005)×10−12   | ملف PDF           |
| ميزون-بي ساحر | {\displaystyle B_{c}^{+}} | {\displaystyle B_{c}^{-}}               | {\displaystyle c{\overline {b}}} | 1+     | 0                          | −0                   | 6275.1±1.0               | 0     | 1+  | 1+    | (0.507±0.009)×10−12   | ملف PDF           |

## مذبذبات B-B
ميزونات-بي عديمة الشحنة أو المحايدة ({\displaystyle B_{s}^{0}} و {\displaystyle B^{0}}) تتحول بشكل تلقائي إلى الجسيمات الضديدة الخاصة بها ثم تعود إلى حالتها الاصلية، ويطلق على هذه الظاهرة بتذبذب النكهة [الإنجليزية]، ويعتبر وجود مذبذبات ميزونات-بي المتعادلة أحد النتائج الاساسية في النموذج القياسي من فيزياء الجسيمات، تم قياس زمن هذا التذبذب لنظام {\displaystyle B^{0}-{\overline {B}}^{0}} وكانت النتيجة {\displaystyle 0.496\,ps^{-1}}، بينما لتذبذب نظام ميزونات {\displaystyle B_{s}^{0}-{\overline {B}}_{s}^{0}} كان الناتج {\displaystyle 17.77\pm 0.10(stat)\pm 0.07(syst)\,ps^{-1}} وتم قياس هذه القيم في تجربة CDF في مختبر فيرمي، بينما ظهرت التقديرات الأولى لها في تجربة DØ [الإنجليزية] في مختبر فيرمي ايضاً.

في 25 سبتمبر 2006، اتى اعلان مختبر فيرمي على رصد اضمحلال مذبب ميزون {\displaystyle B_{s}}  بالشكل التالي: 
 الاكتشاف الكبير الأول للتشغيل الثاني يكمل سلسلة الاكتشافات لفيزياء الجسيمات في مختبر فيرميلاب، حيث تم اكتشاف الكواركات القعري (1977) والقمي (1995). والمدهش هو أن هذا السلوك الغريب لميزونات {\displaystyle B_{s}}تم التنبؤ به بالفعل من قبل النموذج القياسي للجسيمات والقوى الاولية. ويعتبر اكتشاف هذا السلوك التذبذبي تعزيزًا آخر لمتانة النموذج القياسي، ولقد سبق لفيزيائيي CDF قياس معدل تحولات المادة المضادة لميزون {\displaystyle B_{s}}، والذي يتكون من كوارك سفلي ثقيل مرتبط بفعل القوة النووية القوية مع ضديد كوارك غريب. وحققوا ذلك الاكتشاف في مجال فيزياء الجسيمات باحتمال الخطأ كان أقل من حوالي 5 في 10 ملايين (5/10,000,000). والان احتمال الخطا اقل حتى مما لدى CDF حيث يصل إلى 8 في 100 مليون (8/100,000,000). 
 كتب رونالد كوتولاك في صحيفة شيكاغو تريبيون، مسمياً الجسيم الجديد بالـ«شاذ» وذاكراً حول الميزون «بانه سيفتح الباب لعصر جديد من الفيزياء» بتفاعلاته المثبتة عملياً مع «عالم المادة المضادة».
في 14 مايو 2010، نشر الفيزيائيين في معجل فيرمي الدولي بأن هذه التذبذبات تنحل إلى مادة أكثر بـ 1% من انحلالها إلى مادة مضادة، وهو ما قد يعطي تفسيراً لبقاء وجود المادة في الكون، وفي نتائج احدث في مصادم LHCb باستعمال عينّات بيانات أكبر اقترحت عدم وجود انحراف يذكر عن قوانين النموذج القياسي في الفيزياء.

## الانحلالات النادرة
تعتبر جسيمات ميزونات-بي معياراً مهماً لاستكشاف الديناميكا اللونية الكمية، بعض مسارات انحلالاتها غير شائعة ومتغيرة تتأثر بالعمليات الفيزيائية خارج إطار النموذج القياسي، قياس هذه المسارات الجديدة والنادرة تعطي نتائج لجسيمات أخرى جديدة، وفعلاً تم اكتشاف بعضها في مصادم LHCb منها انحلال ميزون-بي إلى ميوون وضديده: {\displaystyle {\displaystyle B_{s}}\longrightarrow \mu ^{+}\mu ^{-}}.
في 21 فبراير 2017، أعلن مصادم LHCb عن مسار شاذ اخر تحول فيه ميزون بي متعادل إلى جسيمين كاون مختلفان بالشحنة أكتشف بدلالات 5σ الإحصائية.